# Ligne Hanshin Namba
La ligne Hanshin Namba (阪神なんば線, Hanshin Nanba-sen) est une ligne ferroviaire du réseau Hanshin située dans les préfectures d'Osaka et de Hyōgo au Japon. Elle relie la gare d'Amagasaki à Amagasaki à la gare d'Osaka-Namba à Osaka.

## Histoire
La ligne Dempō (伝法線) ouvre le 20 janvier 1924 entre Daimotsu et Dempō. Elle est ensuite prolongée à Chidoribashi, puis à Amagasaki. En 1964, la ligne est prolongée à Nishikujō et devient la ligne Nishi-Osaka (西大阪線, c'est-à-dire "Ligne Osaka Ouest").
En 2003, la compagnie Nishi-Osaka Railway commence les travaux d'extension de la ligne vers Osaka-Namba. Le prolongement est inauguré le 20 mars 2009 et la ligne est renommée ligne Hanshin Namba.

## Caractéristiques

### Ligne
- Ecartement : 1 435 mm
- Alimentation : 1 500 V par caténaire

### Interconnexion
Les trains continuent sur la ligne principale Hanshin à Amagasaki et sur la ligne Kintetsu Namba à Osaka-Namba

### Liste des gares
| Numéro | Gare         | Nom japonais | Distance depuis Amagasaki (km) | Correspondances | Ville                   | Ville               |
| ------ | ------------ | ------------ | ------------------------------ | --- | ----------------------- | ------------------- |
| HS 09  | Amagasaki    | 尼崎         | 0                              | Hanshin : Hanshin (interconnexion) | Amagasaki               | Préfecture de Hyōgo |
| HS 08  | Daimotsu     | 大物         | 0,9                            | Hanshin : Hanshin | Amagasaki               | Préfecture de Hyōgo |
| HS 49  | Dekijima     | 出来島       | 2,3                            | | Nishiyodogawa-ku, Osaka | Préfecture d'Osaka  |
| HS 48  | Fuku (ja)    | 福           | 3,3                            | | Nishiyodogawa-ku, Osaka | Préfecture d'Osaka  |
| HS 47  | Dempō        | 伝法         | 4,8                            | | Konohana-ku, Osaka      | Préfecture d'Osaka  |
| HS 46  | Chidoribashi | 千鳥橋       | 5,5                            | | Konohana-ku, Osaka      | Préfecture d'Osaka  |
| HS 45  | Nishikujo    | 西九条       | 6,3                            | JR West : Ligne circulaire d'Osaka, JR Yumesaki | Konohana-ku, Osaka      | Préfecture d'Osaka  |
| HS 44  | Kujo         | 九条         | 7,6                            | Métro d'Osaka : Chūō | Nishi-ku, Osaka         | Préfecture d'Osaka  |
| HS 43  | Dome-mae     | ドーム前     | 8,2                            | Métro d'Osaka : Nagahori Tsurumi-ryokuchi (à Dome-mae Chiyozaki)                                                                                               | Nishi-ku, Osaka         | Préfecture d'Osaka  |
| HS 42  | Sakuragawa   | 桜川         | 9,0                            | Métro d'Osaka : Sennichimae | Naniwa-ku, Osaka        | Préfecture d'Osaka  |
| HS 41  | Osaka-Namba  | 大阪難波     | 10,1                           | Kintetsu : Namba (interconnexion) Métro d'Osaka : Midōsuji , Sennichimae, Yotsubashi (à Namba) Nankai : Nankai, Kōya (à Namba) JR West : Yamatoji (à JR Namba) | Chūō-ku, Osaka          | Préfecture d'Osaka  |

### Liesn externes
- (en) Plan du réseau Hanshin sur le site officiel
- (en) Diagramme de la ligne